# رسانه عمومی

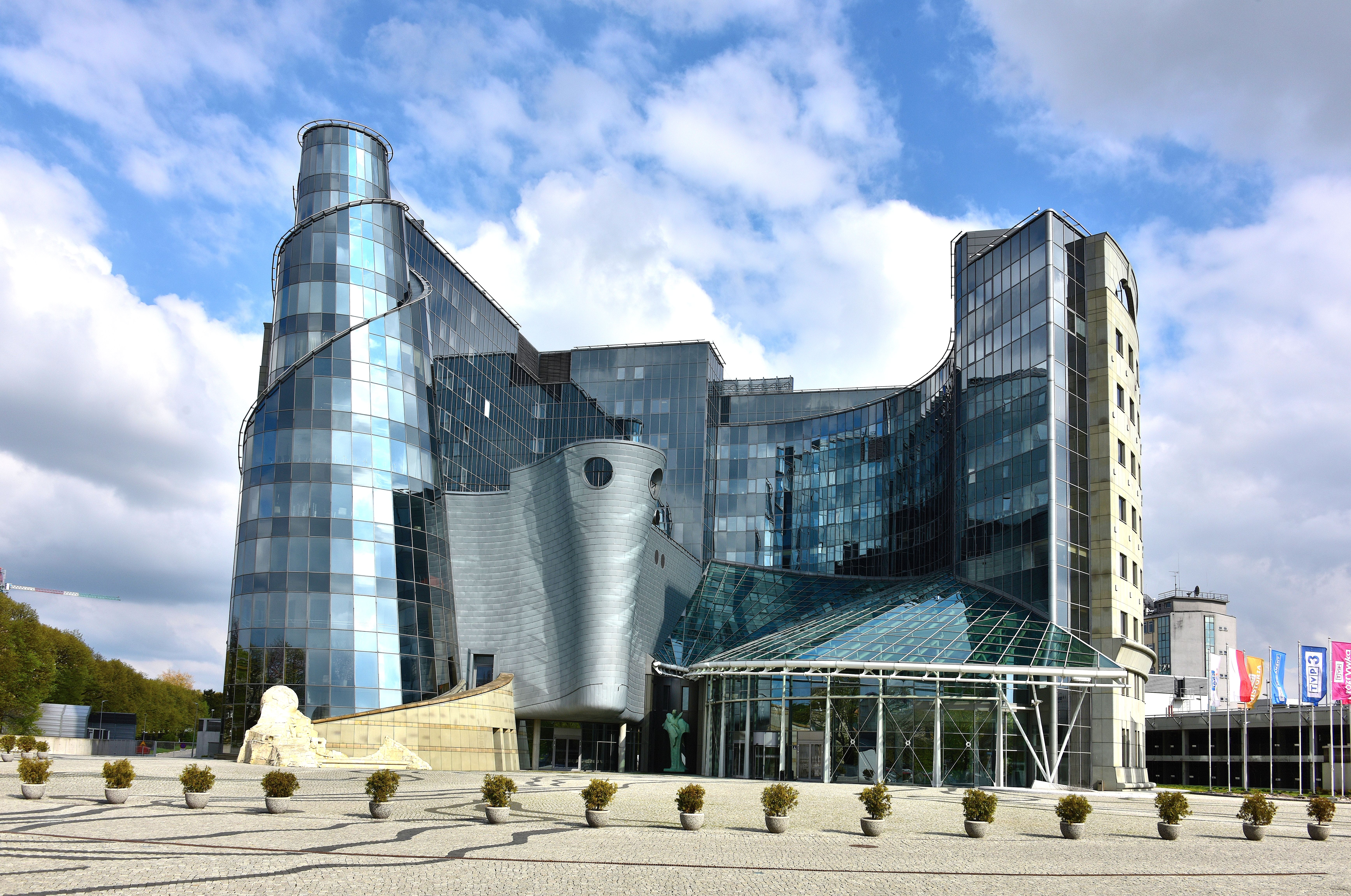
ساختمان یک رسانهٔ عمومی

رسانهٔ عمومی شامل رادیو، تلویزیون و دیگر رسانه‌های الکترونیکی است که مأموریت اصلی آنها خدمات عمومی است. در بسیاری از کشورهای جهان، بودجهٔ آن از طرف دولتها به ویژه از راه هزینه‌های سالانه که از ابزارهای گیرنده دریافت می‌شود، تأمین می‌شود. در ایالات متحده، پخش کنندگان عمومی ممکن است مقداری بودجه از منابع فدرال و ایالتی دریافت کنند اما به‌طور کلی بیشتر حمایت مالی آنها از راه پذیره‌نویسیِ بنیادها و کسب‌وکارها به دست می‌آید (از مغازه‌های کوچک گرفته تا شرکت‌ها) و در کنار آن، مخاطبان هم با کمکهای مالی به تأمین بودجهٔ شبکه‌ها کمک می‌کنند. بیشتر این رسانه‌ها به عنوان شرکتهای غیرانتفاعیِ خصوصی فعالیت می‌کنند.
پخش عمومی ممکن است بسته به کشور و ایستگاه در سطح ملی یا محلی انجام شود. در بعضی از کشورها یک سازمانِ واحد، پخش عمومی را انجام می‌دهد. کشورهای دیگر دارای چندین سازمانِ پخش عمومی هستند که به شکل محلی یا به زبانهای مختلف فعالیت می‌کنند. از نظر تاریخی، پخش عمومی زمانی در بسیاری از کشورها(به استثنای ایالات متحده) شکل اصلی یا غالب بود. رسانهٔ تجاری هم‌اکنون در بیشترِ این کشورها وجود دارد. تعداد کشورهایی که فقط رسانهٔ عمومی دارند، در پایانِ قرن بیستم به میزان قابل توجهی کاهش یافت.